# Oscillazione pacifica decadale

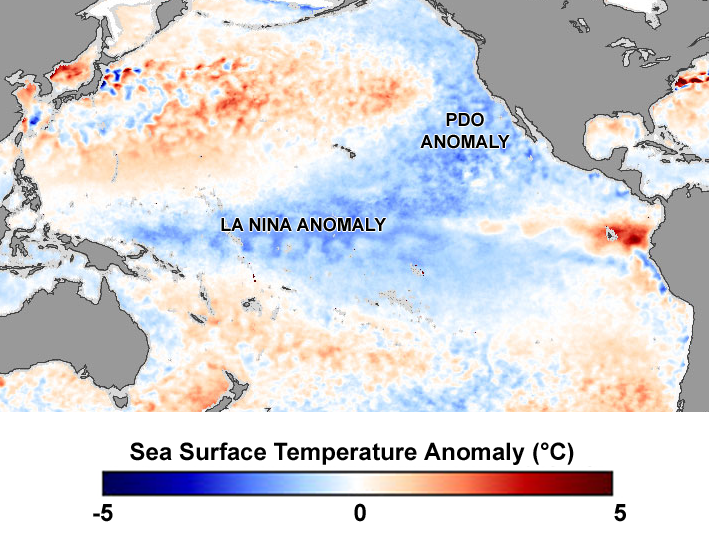
Un'immagine della NASA dell'Oceano Pacifico nell'Aprile 2008 che mostra La Niña e le anomalie decadali pacifiche.

In climatologia l'Oscillazione Pacifica Decennale (PDO) è uno schema di interpretazione della variabilità climatica oceanica a bassa frequenza delle temperature superficiali oceaniche (SST) dell'Oceano Pacifico settentrionale che consta di due fasi, una calda ed una fredda, le quali si alternano nel tempo ad intervalli o scale temporali di almeno dieci anni, usualmente attorno a 20-30 anni. Durante la 'fase calda' o 'positiva' la costa occidentale nordamericana e la parte centrale del Pacifico diventano calde e la parte orientale in prossimità del coste nordamericane diventa fredda; durante la 'fase fredda' o 'negativa' accade invece il contrario. 

## Descrizione
Lo stato dell'oscillazione e la sua intensità sono monitorati da un indice detto PDO index.
Il meccanismo attraverso il quale il pattern si manifesta e si alterna negli anni non è ancora noto; un'ipotesi è che un sottile strato di acqua calda durante l'estate riesca a schermare le acque fredde più profonde.
Un segnale PDO è stato ricostruito dal 1661 attraverso studi dendrocronologici nell'area della baia della California.

### IPO (Oscillazione Pacifica Interdecadale)
L'Oscillazione Pacifica Interdecadale (IPO o ID) mostra variazioni di pressione al livello del mare (SLP) e variazioni di temperatura delle acque superficiali (SST) simili alla PDO con un ciclo di 15-30 anni, ma coinvolge sia il Pacifico settentrionale che quello meridionale.
Nel Pacifico tropicale le anomalie massime di SST sono state riscontrate lontano dall'equatore. Ciò è abbastanza differente dall'Oscillazione Quasi Decadale (QDO) con un periodo compreso tra gli 8 e i 12 anni e un massimo di anomalia delle SST a cavallo dell'equatore, assomigliando così alla ENSO, l'oscillazione collegata a El Niño.